# Gumayusi
Lee Min-hyeong (en coreano: 이민형), más conocido como Gumayusi (en coreano: 구마유시 ),  es un jugador profesional de League of Legends de Corea del Sur que juega para T1. Como miembro de T1, ganó el Campeonato Mundial de League of Legends en 2023.

## Primeros años
Nació en Corea del Sur el 6 de febrero de 2002. Es el hermano menor de Lee «INnoVation» Shin-hyung [ko], un exjugador profesional de StarCraft II de Corea del Sur. Lee también es sobrino lejano de Lee «Faker» Sang-hyeok, su compañero de equipo en T1 y copropietario del equipo. Lee profesa la religión cristiana y tiene como modelo a seguir a Uzi.

## Carrera

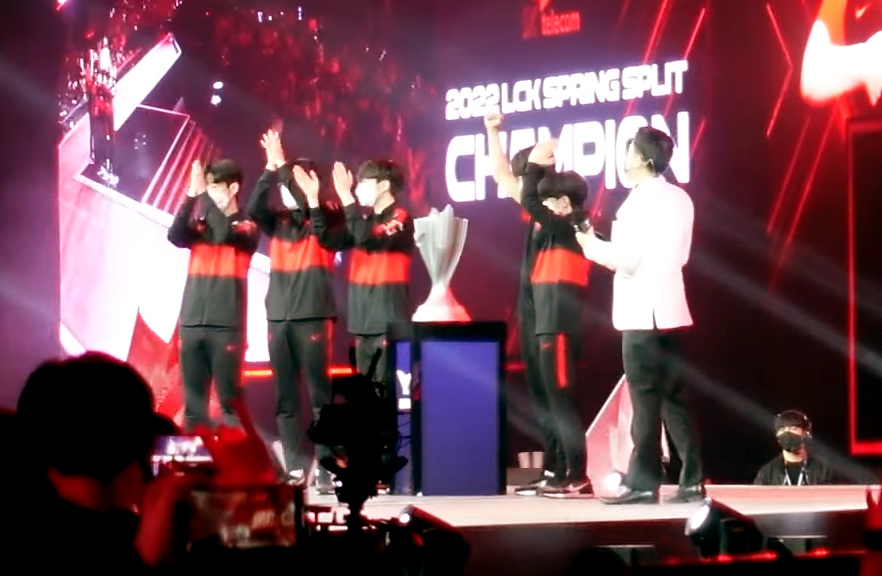
Gumayusi ganando su primer título de la LCK.

### 2018
El 18 de diciembre de 2018, Lee jugó en la KeSPA Cup 2018 con el equipo amateur KeG Seoul. Su equipo derrotó al equipo profesional LCK, Hanwha Life Esports, con un marcador de 2–1. En diciembre, se anunció que Lee se unió a SK Telecom T1 bajo el nombre de «Catan».

### 2019
Durante su tiempo como aprendiz, él y otros cuatro aprendices de T1, Canna, Ellim, Mask y Kuri, compitieron en el Torneo Amateur de LoL 2019. El equipo se llamó 'T1 Rookies' y ganó el torneo.
El 26 de noviembre de 2019, T1 anunció que Lee fue convocado al roster principal.

### 2020
Lee hizo su debut en la LCK en las Finales Regionales. Su primer partido fue contra Afreeca Freecs, el cual ganó con un marcador de 3–1.
El 24 de noviembre de 2020, Lee renovó contrato con T1.

### 2021
El 13 de enero de 2021, Lee jugó su primer partido de la temporada en LCK Spring 2021. Fue el jugador principal del roster por primera vez en su carrera. El juego fue contra Hanwha Life Esports.
Lee obtuvo su primer pentakill en su carrera en el partido contra DWG KIA. Logró el hito con Aphelios.
Lee fue incluido en el roster para el Campeonato Mundial de League of Legends 2021, en el que él y sus compañeros de equipo terminaron su participación en las semifinales.
El 3 de diciembre de 2021, Lee renovó contrato con T1.

### 2022
En 2022, Gumayusi estableció un nuevo récord de la mayor cantidad de eliminaciones en una temporada, alcanzando 219 kills. Además, fue parte del equipo que terminó la temporada regular sin derrotas, con un récord de 18 victorias y 0 derrotas, convirtiéndose en el primer equipo en lograr esta hazaña en la LCK.
Lee y sus compañeros de equipo lograron su primer título de LCK al vencer en las finales de la LCK Spring 2022.

### 2023

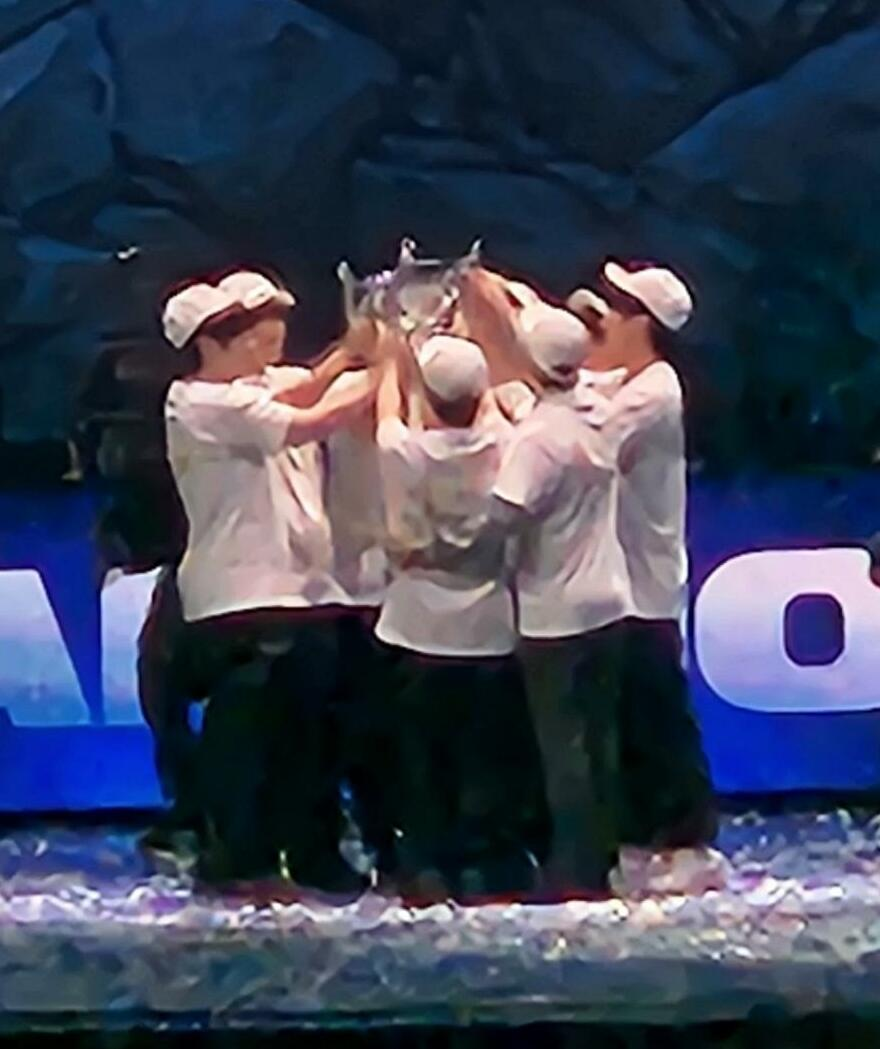
Gumayusi celebrando después de ganar el Campeonato Mundial de 2023

En 2023, Lee y T1 llegaron a las finales de la LCK Spring, donde fueron vencidos por Gen.G. A pesar de terminar en segundo lugar, el equipo se clasificó al Mid-Season Invitational como segundo sembrado, pero fueron derrotados 3–2 por JD Gaming y 3–1 por Bilibili Gaming, quedando eliminados en la final del bracket de perdedores. T1 terminó en segundo lugar en las finales de la LCK Summer en otro enfrentamiento contra Gen.G. Con la mayor cantidad de puntos de campeonato en la LCK, el equipo se clasificó para el Campeonato Mundial 2023, marcando la tercera aparición de Lee en Worlds. El 19 de noviembre de 2023, T1 ganó su cuarto título de Worlds al vencer a Weibo Gaming en la final con un marcador de 3–0. Lee eligió el aspecto de campeón para Jinx. El 23 de noviembre de 2023, Lee renovó contrato con T1.